# 일본의 관광

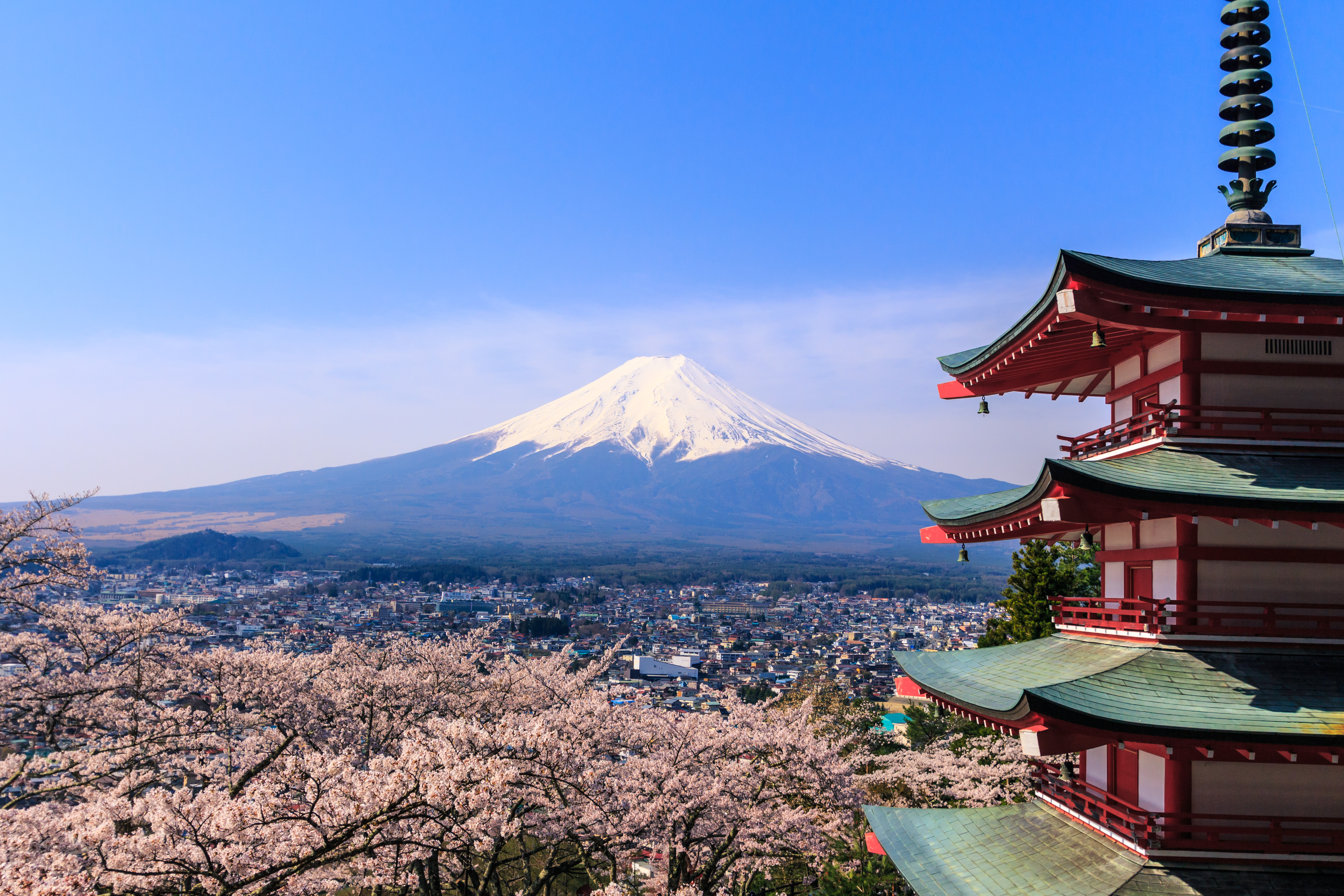
야마나시현 후지요시다시 아라쿠라야마 센겐 공원에서 바라본 후지산

일본의 관광은 일본 경제의 주요 산업이다. 외국인들은 자연의 경이로움, 도시, 역사적인 랜드마크, 엔터테인먼트 장소 등을 보기 위해 일본을 방문한다.
2017년 여행 및 관광 경쟁력 보고서에서 일본은 전체 141개국 중 4위로 아시아에서 가장 높았다. 일본은 건강과 위생, 안전과 보안, 문화자원, 출장 등 거의 모든 주요 항목에서 상대적으로 높은 점수를 받았다. 여행 및 관광 개발 지수라고 불리는 2021년 보고서에서는 일본이 1위를 차지했다.
2019년 일본은 3,188만명의 해외 관광객이 방문하였다.

## 같이 보기
- 일본의 세계유산
- 일본의 박물관과 미술관 목록
- 오미야게
- 일본의 비자 정책